# Isodontia auripes
Isodontia auripes är en biart som först beskrevs av Fernald 1906.  Isodontia auripes ingår i släktet Isodontia och familjen grävsteklar. Inga underarter finns listade i Catalogue of Life.